# Château Laurier
O Château Laurier ou Fairmont Château Laurier é um hotel localizado na cidade de Ottawa, no Canadá. O hotel possui 429 quartos e foi projetado numa arquitetura francesa neogótica de estilo château para complementar os edifícios adjacentes do Parlamento. Situa-se próximo ao Canal Rideau, da Colina do Parlamento, da Galeria Nacional do Canadá, do Mercado ByWard, do Memorial Nacional de Guerra, da Embaixada dos Estados Unidos, e do shopping Rideau. O hotel foi designado como patrimônio histórico nacional em 1981.

## História

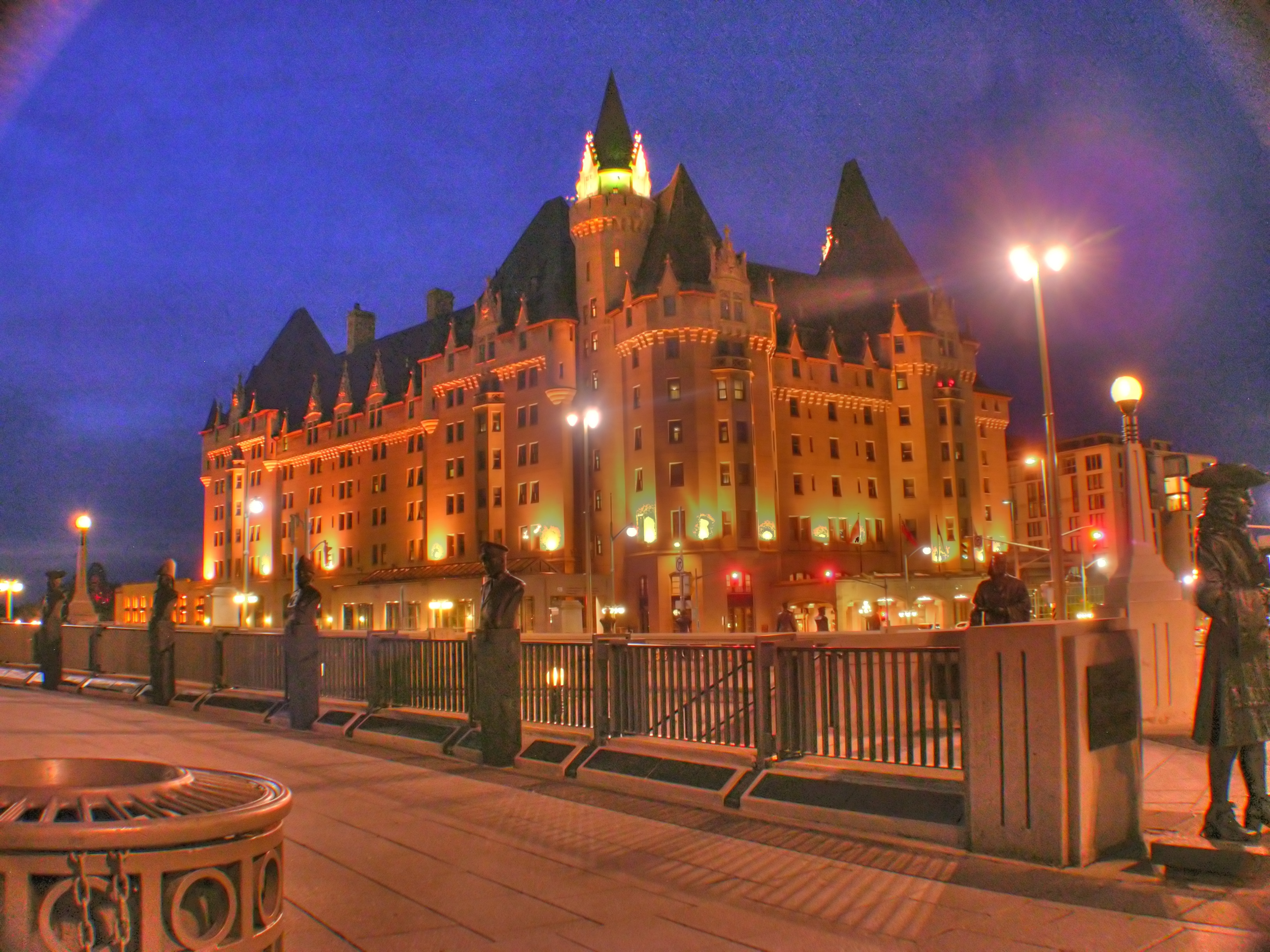
Château Laurier à noite

O presidente da companhia ferroviária Grand Trunk Railway, Charles Melville Hays, em conjunto com a Union Station foi o responsável pela comissão da obra. Os planos originais para o hotel geraram controvérsia, uma vez que ia ser construído numa parte do terreno que incluía o parque Major's Hill. Wilfrid Laurier, o primeiro-ministro do Canadá na época, ajudou a garantir a quantidade substancial de terreno necessária para a construção do hotel. Por este motivo, o castelo foi batizado em sua homenagem. Depois do antigo arquiteto Bradford Lee Gilbert ter sido demitido devido a divergências com os executivos da empresa, a Montreal Ross and Macfarlane foi posteriormente selecionada para finalizar o projeto.
O hotel estava programado para ser inaugurado em 26 de abril de 1912, mas Charles Melville Hays, que estava a caminho do país, faleceu no naufrágio do RMS Titanic em 15 de abril de 1912. Logo, a cerimónia de inauguração foi adiada para 12 de junho de 1912.
Quando a Grand Trunk se fundiu com a Canadian National Railway, em 1923, o Château Laurier tornou-se um dos hotéis mais importantes da empresa. Durante esses anos, o hotel recebeu, chefes de Estado, políticos, celebridades e membros da elite canadiana.
No início dos anos 60, Alex Trebek, apresentador de rádio e televisão estadunidense, viveu e trabalhou no hotel.
Durante as décadas de 1960 e 1970, a construção de vários hotéis na capital, para além do encerramento da Union Station, levou a um lento declínio das suas receitas. 
No ínicio dos anos 80, os proprietários empreenderam uma renovação de 21 milhões de dólares canadianos para remodelar e permitir reformações no Château Laurier, restaurando a sua posição como o hotel mais prestigiado de Ottawa.
O hotel foi controlado pela Canadian National Hotels até esta cadeia hoteleira ser adquirida pela Canadian Pacific Hotels em 1982. Em 1999, o Château passou a chamar-se Fairmont Château Laurier, depois de a Canadian Pacific Hotels ter comprado a cadeia de hotéis Fairmont e ter mudado o nome da cadeia para Fairmont Hotels and Resorts.
O hotel foi a inspiração para o pavilhão “Canada” de Epcot, em Orlando, na Flórida e, em 2000, o edifício foi escolhido pela Royal Architectural Institute of Canada como um dos 500 melhores edifícios produzidos no Canadá durante o último milénio.